# Rosario Luchetti
Rosario Luchetti, née le 4 juin 1984 à Buenos Aires, est une joueuse de hockey sur gazon argentine. 

## Palmarès

### Jeux olympiques
- Jeux olympiques d'été de 2008 à Pékin
  -  Médaille de bronze.
- Jeux olympiques d'été de 2012 à Londres
  -  Médaille d'argent.

### Coupe du monde
- Coupe du monde de 2010 à Rosario
  -  Championne du monde.
- Coupe du monde de 2006 à Madrid
  -  Troisième place.
- Coupe du monde de 2014 à La Haye
  -  Troisième place.

### Jeux panaméricains
- Jeux panaméricains de 2007 à Rio de Janeiro
  -  Médaille d'or.
- Jeux panaméricains de 2011 à Guadalajara
  -  Médaille d'argent.